# Minori Satō
Minori Satō (japanisch 佐藤 穣 Satō Minori; * 2. März 1991 in der Präfektur Gunma) ist ein japanischer Fußballspieler.

## Karriere
Satō erlernte das Fußballspielen in der Schulmannschaft der Maebashi Ikuei High School. Seinen ersten Vertrag unterschrieb er 2009 bei Thespa Kusatsu. Der Verein spielte in der zweithöchsten Liga des Landes, der J2 League. Für den Verein absolvierte er 21 Ligaspiele.